# Révolte des Pueblos
Colonisation espagnole de l'Amérique
La révolte des Pueblos de 1680 ou la rébellion de Popé fut une révolte du peuple des Pueblos contre la colonisation des Espagnols en Amérique, en Nouvelle-Espagne, dans la province du Nouveau-Mexique, qui eut lieu en 1680. La rébellion mit « temporairement à mal la colonisation des Espagnols » et les obligea à fuir la région pendant une douzaine d'années. Les Espagnols profitèrent ensuite des divisions internes qui agitèrent la nation pueblo après la révolte pour récupérer leur colonie en 1692. 

## Contexte

Statue de Popé, maintenant au National Statuary Hall Collection.

Après l'expédition du conquistador espagnol Coronado dans le Sud-Ouest des États-Unis actuels en 1540-1542, il faut attendre plus d'un demi-siècle pour que la domination espagnole s'étende au Nouveau-Mexique. Lorsque Juan de Oñate, avec de nombreux colons et soldats, arriva dans la région pour fonder Santa Fe en 1610, plusieurs nations autochtones, dont les Pueblos, furent victimes de l'extrême violence dont firent preuve envers elles Oñate et ses hommes. Se méfiant des Espagnols et outrés par les excès des soldats de Oñate, les Pueblos se soulevèrent contre l'expédition coloniale, soulèvement qui fut réprimé dans le sang. Plus de cinq cents autochtones furent massacrés par les Espagnols, et de très nombreux autres furent réduits en esclavage. Ces actes commis par Oñate eurent pour conséquence de maintenir de force les populations autochtones locales sous le joug de l'Espagne qui s'installa alors durablement au Nouveau-Mexique. Les Pueblos durent ainsi accepter la domination espagnole sur leur territoire, qui fut celle des franciscains.
Si, dans un premier temps, ils respectèrent les Pères espagnols, les considérant comme des shamans à moitié divins, l'impuissance de ceux-ci face à l'épidémie de variole de 1636-1640, aux raids apaches et à une succession de catastrophes naturelles (aridité du climat qui fut extrêmement mauvaise pour l'agriculture), les fit considérer par les Pueblos avec plus de méfiance. En plus de la remise en cause de leurs pouvoirs surnaturels, les Franciscains se virent coupables d'abus sexuels et autres excès sur de nombreux autochtones dans les années 1670. Bien que le gouverneur espagnol ait bien voulu aider les Pueblos dans ces problèmes, ceux-ci montèrent une véritable résistance passive et pacifique face aux Pères en continuant par exemple à exercer leur religion en cachette des Espagnols voulant leur inculquer le catholicisme. Il fallut attendre 1680 et l'action du shaman Popé pour que les Pueblos se regroupent politiquement pour chasser les Espagnols du Nouveau-Mexique.

## Révolte

### Soulèvement et repli des Espagnols

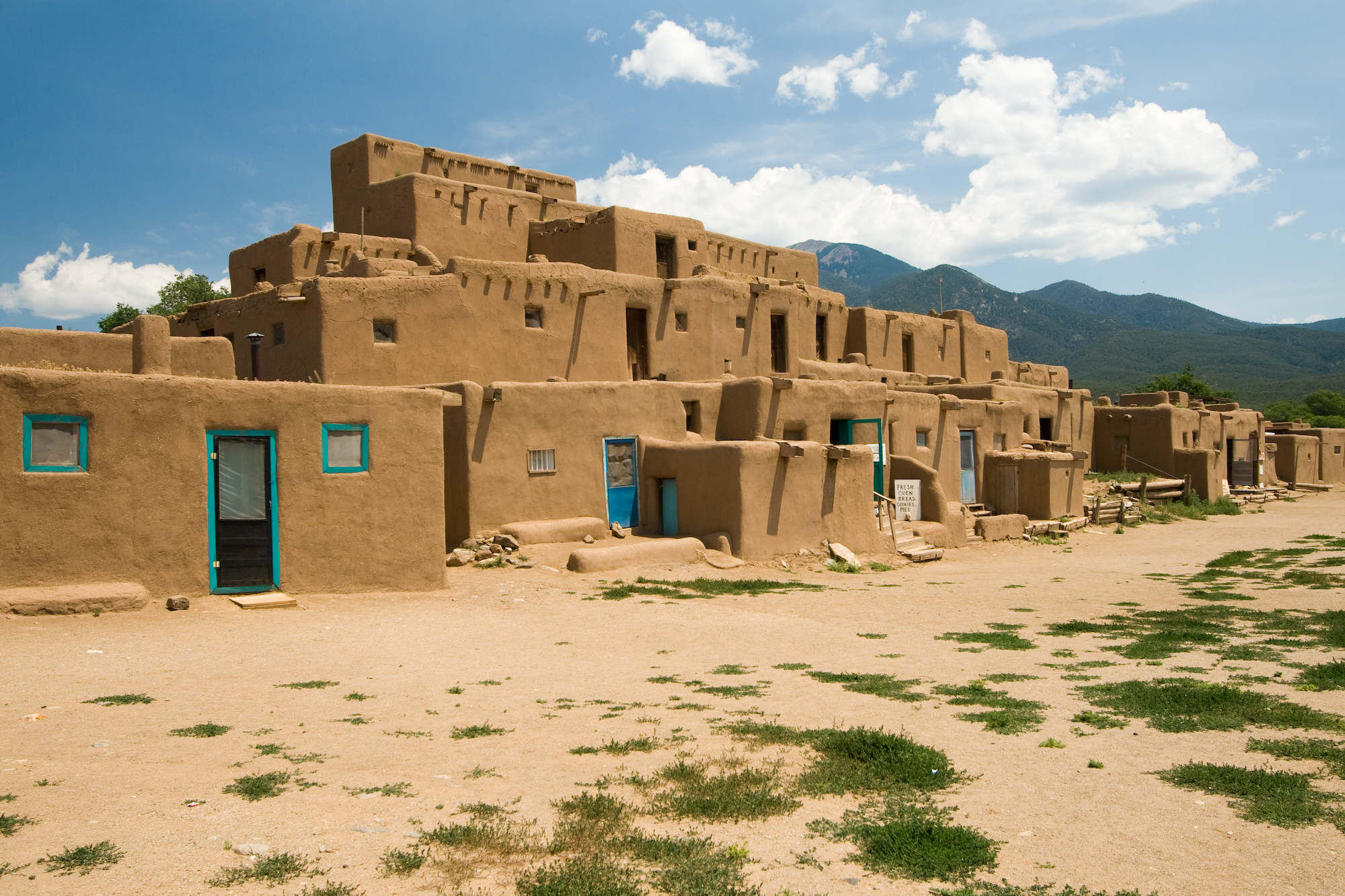
Photo récente d'un pueblo à Taos qui participa à la révolte et servit de base à Popé.

Les villages pueblos du Nouveau-Mexique s'étaient regroupés politiquement sous la domination espagnole, abandonnant leurs divisions internes d'alors pour mettre sur pied une importante confédération soudée. Ce fut un shaman pueblo, Popé, qui poussa son peuple à la révolte ouverte contre les Espagnols, en prenant la tête du mouvement anti-espagnol. Il prôna le retour aux anciennes traditions, que les Franciscains voulaient supprimer en partie, et envoya à chaque village pueblos des messages critiquant ouvertement la domination espagnole et dénonçant leurs abus. Le peuple pueblo se rangea bientôt derrière le shaman Popé, acceptant de prendre les armes contre les colons.   
Le dimanche 10 août 1680, des Pueblos du nord du Nouveau-Mexique assassinèrent des Franciscains en pleine messe, avant de s'emparer du bétail et des chevaux du village. Le soulèvement fut si bien coordonné et si vite commencé qu'il créa la surprise totale dans la colonie. Le 13 août, les Amérindiens assiégèrent la ville de Santa Fe, forçant les Espagnols à se retirer le 20 août après une résistance inutile de quelques jours. Les colons s'enfuirent au sud à El Paso del Norte (maintenant Ciudad Juárez, au Mexique), où ils restèrent douze ans. Près d'un millier d'Espagnols furent tués, dont 401 colons et 21 Fransiscains le premier jour de révolte. Les Franciscains, qui, par leurs violences et leurs excès, avaient eu une bonne part dans le déclenchement indirect de la guerre, déclarèrent ensuite que ceux de leur ordre ayant été massacrés par les Pueblos lors de la révolte étaient des martyrs.

### La contre-attaque des colonisateurs
Les Pueblos ainsi redevenus maîtres du Nouveau-Mexique firent main basse sur tous les produits espagnols laissés sur place. Le bétail et les chevaux des colons leur rapportèrent notamment beaucoup, car ils purent les échanger à d'autres nations autochtones, dont les Apaches et les Navajos. Les Pueblos créèrent ainsi un réseau commercial qui s'étendit jusqu'aux tribus des Plaines et du Grand Bassin.  
Cependant, l'unité politique et militaire qui s'était créée entre les villages pueblos s'effondra après le retrait des Espagnols. La nation pueblo se morcela à nouveau en villages autonomes, et aucun leader politique ou militaire ne fut rechoisi après Popé. De plus, les raids apaches reprirent contre les villages pueblos, affaiblissant davantage ceux-ci qui ne pouvaient plus compter sur la présence militaire espagnole pour se défendre. 
Les Espagnols profitèrent de cette situation et de la chute de l'unité pueblo pour revenir en force au Nouveau-Mexique et reconquérir la région au début des années 1690. Conduite par Don Diego de Vargas, une expédition militaire composée de soldats espagnols et d'alliés autochtones partit du sud du Nouveau-Mexique et s'attaqua aux villages pueblos un à un. Vargas pouvait compter sur la capitulation de nombreux chefs de guerre pueblos, qui, voyant la taille de l'armée coloniale, acceptaient de se rendre sans condition. C'est ainsi qu'en 1692, Vargas et ses hommes firent le siège de Santa Fe avec succès, tuant plus de 450 Amérindiens ennemis et faisant prisonnier plus de 400 femmes et enfants qui seront ensuite revendus comme esclaves aux Antilles. En 1696, la majorité des villages pueblos du Río Grande et du Nouveau-Mexique étaient repassés sous contrôle espagnol.

## Chefs de la révolte
- Ku-htihth (La Cienega de Cochiti) : Antonio Malacate
- Galisteo : Juan El Tano
- Walatowa (Jemez) : Luis Conixu
- Nanbé (Nambé) : Diego Xenome
- Welai (Picuris) : Luis Tupatu (White Elk)
- Powhogeh (San Ildefonso) : Francisco El Ollito et Nicolas de la Cruz Jonv
- Ohkay (San Juan (en)) : Po'pay et Tagu
- San Lazaro : Antonio Bolsas et Cristobal Yope
- Khapo (Santa Clara) : Domingo Naranjo et Cajete
- Kewa (Santo Domingo) : Alonzo Catiti
- Teotho (Taos) : El Saca
- Tehsugeh (Tesuque) : Domingo Romero[4]